# Клесино (Минская область)

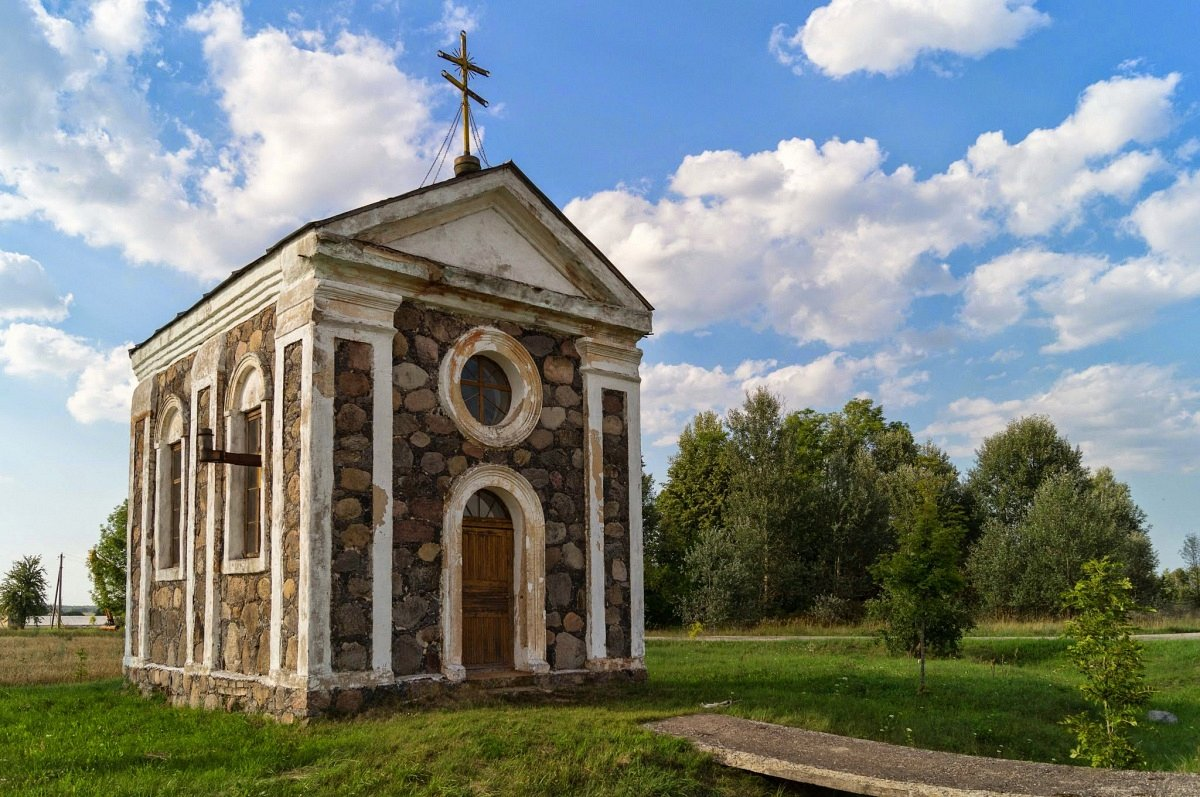
Часовня в Клесино

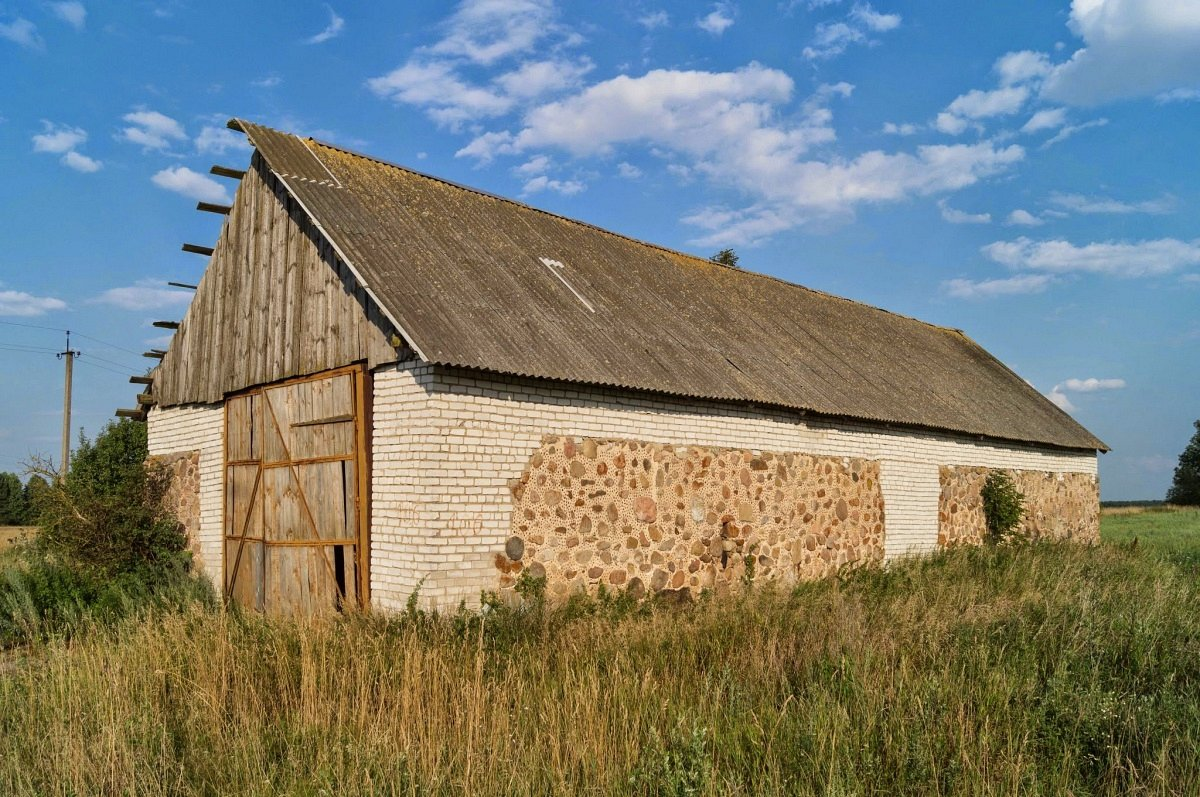
Хозпостройка бывшей усадьбы. XIX век

Клесино (бел. Клесіна) — деревня в Вилейском районе Минской области Белоруссии, в составе Людвиновского сельсовета. До 2013 года была в составе Костеневичского сельсовета. Население 87 человек (2009).

## География
Деревня находится близ границы с Мядельским районом в 30 км к северо-востоку от райцентра, города Вилейка и в 10 км к северу от центра сельсовета Людвиново и северной оконечности Вилейского водохранилища. В километре восточнее деревни протекает река Сервечь. Через Клесино проходит автодорога Костеневичи — Кривичи. Ближайшая ж/д станция Княгинин находится в 6 к северо-западу (линия Молодечно — Полоцк).

## Достопримечательности
- Часовня середины XIX века. Расположена между деревнями Клесино, Терешки и Малышки, недалеко от моста через Сервечь. Небольшая каменная часовня была возведена как католическая, после подавления восстания 1863 года передана православным. В период нахождения деревни в составе межвоенной Польши возвращена католикам, в советское время закрыта и превратилась в руину. После распада СССР отреставрирована и ныне функционирует как православная часовня[1]
- От некогда существовавшей усадьбы XIX века осталась лишь хозпостройка.